# Kościół św. Józefa w Kąkolewicach
Kościół św. Józefa w Kąkolewicach – katolicki kościół filialny zlokalizowany we wsi Kąkolewice w gminie Węgorzyno, w powiecie łobeskim (województwo zachodniopomorskie). Jest filią parafii św. Jana Chrzciciela w Sielsku.

## Historia i architektura
Wzniesiony w 1732 roku kościół zbudowany został w technice ryglowej, na kamiennej podmurówce. Sytuowany na planie prostokąta, od wschodu zamknięty jest pięciobocznym prezbiterium. Portal wejściowy i okna mają kształt prostokątny. Wpuszczona dawniej w zachodnią część dachu ryglowa wieża została rozebrana w okresie dwudziestolecia międzywojennego.
Wnętrze kościoła nakryte jest płaskim, drewnianym stropem. Nad wejściem znajduje się XVIII-wieczna drewniana empora chórowa, wsparta na filarach. W kościele znajduje się dawny barokowy ołtarz ambonowy z 1799 roku, współcześnie przerobiony i pozbawiony kosza. Ponadto zachował się krucyfiks i dwa lichtarze z XIX wieku. Teren kościoła otacza dawny cmentarz z XVIII-wiecznym grobowcem rodziny von Borcke oraz kaplicą grobową z XIX wieku. W 1988 roku na cmentarzu została postawiona dzwonnica w konstrukcji szkieletowej, na której zawieszony jest dzwon z 1838 roku.
Po II wojnie światowej kościół został konsekrowany jako świątynia katolicka w dniu 16 września 1945 roku.